# 圓潭子
圓潭子，原寫為圓潭仔，是臺灣高雄市旗山區的一個傳統地域名稱，位於該區北部。相較於今日行政區，其範圍大致包括大林里不含東北部邊界地帶及東部中央凸出部分及東部南側弧形凸出部分、中正里不含南端、圓富里不含東端、永和里北端、東平里西北部邊界地帶中段。
本地區境內主要聚落為圓潭仔、口隘、圭柔腳、舊三角仔、新三角仔、埔仔厝、中隘、中庄、新埔羗林、公館仔、大林、尾庄，設有圓富國中、圓潭國小。

## 歷史
台灣日治初期，圓潭子地區為一街庄，稱為「圓潭仔庄」（舊制街庄），隸屬於羅漢外門里。該庄昔日西北與萊仔坑庄為鄰，北與山杉林庄為鄰，東及東南隔楠梓仙溪與月眉庄、旗尾庄為界，西南邊為蕃薯藔街，西邊為東勢埔庄。
1901年（日治明治三十四年）11月11日，全台廢縣廳改設二十廳，該庄隸屬於蕃薯藔廳。1904年（明治三十七年）2月16日，該庄編入「蕃薯藔區」，隸屬於蕃薯藔廳。1909年（明治四十二年）10月25日，全台合併二十廳為十二廳，蕃薯藔區改隸屬於阿緱廳。1920年（大正九年）10月1日，全台地方制度大改正，廢十二廳改設五州二廳，該庄改制並雅化為「圓潭子」大字，隸屬於高雄州旗山郡旗山街（新制街庄）。
戰後旗山街改制為旗山鎮，隸屬於高雄縣，大字亦改制為里。1950年（民國39年）10月1日，高、屏分治，旗山鎮仍隸屬於高雄縣。2010年（民國99年）12月25日，高雄縣、市合併為直轄高雄市，旗山鎮改制為旗山區。

## 聚落
本地區發展較早的聚落為圓潭仔、口隘、圭柔腳、舊三角仔、新三角仔、埔仔厝、中隘、中庄、新埔羗林、公館仔、大林、尾庄，在日治初期的官方地圖上已有記載。

## 交通
省道台29線是達卡努瓦至林園的幹道，也是楠梓仙溪流域的主要連絡道路，經過本地區的新三角仔、口隘等聚落。由該道路北行可前往甲仙區、那瑪夏區，並止於達卡努瓦部落內十字路口；南行可前往旗山區旗山市區、大樹區、大寮區、林園區等地。
區道高112線是萊仔坑至中隘的道路，其東側端點（終點）位於本地區中部的省道台29線路口，由此向西北會經過本地區的中庄聚落。
區道高114線是外石門至大林的道路，其東側端點（終點）位於本地區北部的區道高119線路口，由此向西北會經過本地區的尾庄聚落。
區道高117線是金瓜寮（實際起點在茄苳湖）至口隘的道路，其南側端點（終點）位於本地區南部　口隘聚落北側的省道台29線路口，由此向西北西轉北會經過本地區的圓潭仔聚落。
區道高119線是尾庄頭至大林的道路，其北側端點（起點）位於本地區東北端、南側端點（終點）位於本地區中北部的省道台29線轉彎路口，中途會經過本地區的尾庄聚落東郊。

## 學校
- 圓富國中
- 圓潭國小